# Беркли, Басби
Ба́сби Бе́ркли, настоящие имя и фамилия Уи́льям Бе́ркли И́нос (англ. Busby Berkeley William Enos, 29 ноября 1895 — 14 марта 1976) — американский кинорежиссёр и хореограф. Известен постановкой масштабных костюмированных танцевальных номеров с большим количеством участников и неожиданными перестроениями их по принципу калейдоскопа.

## Биография
Родился в семье актрисы Гертруды Беркли. После того, как друзья семьи Ами Басби и Уильям Жиллетт (также актёры) согласились быть крёстными родителями мальчика, его полным именем стало Басби Беркли Уильям Энос. Гертруда Беркли активно работала как актриса немого кино и уже в возрасте пяти лет маленький Басби принял участие в съёмках нескольких сцен одного из фильмов. В 12 лет отдан в колледж, ориентированный на подготовку будущих офицеров. Закончил его в 1914 году в чине лейтенанта. С началом Первой мировой войны Беркли был призван в артиллерию, однако служил в подразделении, организующем парады и армейские торжественные мероприятия. Демобилизовавшись, в конце 1910-х — начале 1920-х годов он работает хореографом в театрах Бродвея и принимает участие в создании такого известного мюзикла, как «Коннектикутский янки» (англ. «A Connecticut Yankee», 1927 год) созданного по роману Марка Твена «Янки из Коннектикута при дворе короля Артура» и выдержавшего более 400 представлений. Уже в это время начал складываться стиль Беркли, как постановщика эффектных грандиозных танцевальных номеров со сложными, геометрически точными перестроениями кордебалета.
Великая депрессия в США значительно повысила спрос на доступные развлечение, в том числе лёгкий развлекательный кинематограф. В 1933 году Басби Беркли участвовал в качестве постановщика танцев в нашумевшем фильме-мюзикле «42-я улица» (англ. «42nd Street»), который позже был включён в Национальный реестр фильмов США. В этом же году он как хореограф ставит ещё четыре мюзикла для Warner Bros. Убедившись во всё возрастающем мастерстве Беркли, компания приглашает его уже в качестве режиссёра для съёмок фильмов «Дамы» (англ. «Dames»), «Золотоискатели-1935» (англ. «Gold Diggers of 1935»), «Отель Голливуд» (англ. «Hollywood Hotel»). Энергичные танцы в постановке Беркли, заряженные откровенной сексуальностью, пользуются чрезвычайным успехом у зрителей, но вызывают критику со стороны эстетов. Им приписывают излишний коллективизм (в отличие от довлеющего ранее в Америке индивидуализма) в угоду Новому курсу Рузвельта. Басби со смехом отвергал любое отношение своих номеров к политике.
В 1939 году Беркли снимает один из самых знаменитых своих фильмов «Они сделали меня преступником» — криминальную драму, в которой в главной роли снялся Джон Гарфилд. В этом же году он практически полностью переключается на сотрудничество со студией MGM, результатом работы в которой стали фильмы «Babes in Arms» (1939 год), «Пусть гремит оркестр» (англ. «Strike Up the Band», 1940 год, по одноимённой музыкальной теме Гершвина), «Юнцы на Бродвее» (англ. «Babes on Broadway», 1941 год) и др. Во всех этих картинах снималась Джуди Гарленд, отношения с которой у Беркли не складывались. Результатом непонимания стал конфликт на съёмках фильма «Сумасшедшая девчонка» (англ. «Girl Crazy», 1943 год), в ходе которых режиссёр был отстранён компанией от работы.
Беркли немедленно был приглашён компанией 20th Century Fox для съёмок фильма «Вся банда в сборе» (англ. «The Gang's All Here», 1943 год). Очень скоро он возвращается к сотрудничеству с MGM, где он снимает свой последний фильм в качестве режиссёра «Возьми меня с собой на бейсбол» (англ. «Take Me Out to the Ball Game», 1949 год) с участием Фрэнка Синатры, Джина Келли и Эстер Уильямс. Дальнейшая карьера Басби Беркли была ограничена постановкой танцевальных номеров (чаще зрелищных танцевальных концовок) к фильмам других авторов и преподавательской деятельностью. В 1970 году снялся в роли самого себя в комедии «Финкс».
Режиссёр был официально женат 6 раз.

## Признание
- В 1988 году имя Басби Беркли занесено в Зал Славы Национального музея танца США
- Беркли трижды номинировался на премию «Оскар», как лучший хореограф за достижения в 1935, 1936, 1937 годах, но наград не получил[10].
- Художественными приёмами, декорациями, хореографией в фильме «Приятель» режиссёр Кен Расселл прямо цитирует и отдаёт дань глубокого уважения Басби Беркли[11].
- Музыкальные сны героя фильма «Большой Лебовски» братьев Коэн выполнены в стиле постановок Басби Беркли[12].

## Интересные факты
- В 1935 году, возвращаясь с вечеринки по поводу выхода фильма «In Caliente», Басби Беркли стал виновником автомобильной аварии, в которой погибли три человека. По свидетельству очевидцев от кинематографиста сильно пахло спиртным. От тюремного срока за непреднамеренное тройное убийство Беркли спасли только адвокаты[13].